# Yair Lapid
Yair Lapid, in ebraico יָאִיר לַפִּיד (Tel Aviv, 5 novembre 1963), è un giornalista, scrittore e politico israeliano, primo ministro di Israele dal 1º luglio al 29 dicembre 2022.
Dal 2021 al 2022 è stato vice primo ministro e ministro degli affari esteri nel governo Bennett-Lapid e in precedenza ha ricoperto anche le cariche di ministro delle finanze nel governo Netanyahu III tra il 2013 e il 2014 e leader dell'opposizione dal 2020 al 2021 e dal 2023.

## Biografia
Yair Lapid è figlio del giornalista e politico Yosef "Tommy" Lapid e della scrittrice Shulamit Lapid. È sposato con la giornalista Lihi Lapid, ha tre figli e vive a Ramat Aviv Gimmel, un quartiere a Tel Aviv.

### Attività giornalistica e televisiva
Lapid iniziò la sua carriera giornalistica come corrispondente militare per il settimanale dell'esercito israeliano "Ba-Mahaneh" ("Nell'accampamento"). Ha scritto anche per il quotidiano governativo "Maariv". Nel 1988 è nominato direttore del quotidiano locale di Tel Aviv, pubblicato dal gruppo Yedioth Ahronoth. Nel 1991 ha cominciato a curare una rubrica settimanale nel supplemento di fine settimana prima per il Maariv e in seguito per il Yedioth Ahronoth. Il titolo della rubrica ("Dove sono i soldi?") è poi diventato lo slogan della sua campagna elettorale.
Nel 1994 inizia a condurre un talk-show sul primo canale della televisione israeliana, che va in onda ogni venerdì. Sempre nel 1994 interpreta un ruolo nel film israeliano "Il canto della sirena". Ha presentato un altro talk show nel terzo canale della TV israeliana e dal 1999 un altro sul secondo canale. Ha pubblicato sette libri e sceneggiato una serie televisiva chiamata "War Room" trasmessa sul secondo canale nel 2004.
Nel 2005 Lapid è stato votato come 36° più importante personaggio israeliano di sempre in un sondaggio realizzato dal canale giornalistico web israeliano Ynet.
A gennaio del 2008, Lapid ha condotto "Ulpan Shishi" ("Venerdì in studio") il settimanale di informazione del secondo canale che va in onda ogni venerdì notte. Nello stesso anno il Cameri Theater ha messo in scena la sua commedia d'esordio, "L'età giusta per amare".

### Carriera politica
L'8 gennaio 2012 Lapid ha annunciato la sua intenzione di abbandonare la carriera giornalistica per dedicarsi alla politica attiva. Il 30 aprile 2012 Lapid fonda ufficialmente il suo partito, lo "Yesh Atid" (in ebraico: יש עתיד, letteralmente "C'è un futuro"). L'iniziativa coincide con l'immediata vigilia delle elezioni politiche israeliane che erano previste per la fine del 2012.
Pochi giorni dopo la nascita del nuovo partito, il primo ministro israeliano Benjamin Netanyahu diede vita a sorpresa a un governo di unità nazionale, che sembrò ritardare la partecipazione del partito di Lapid alle elezioni sino alla fine del 2013. Ma a ottobre del 2012, a seguito della fuoriuscita del partito Kadima dalla coalizione guidata da Netanyahu che non voleva dare attuazione a una decisione della Suprema Corte che poneva fine all'esenzione dal servizio militare per gli ebrei ultra-ortodossi, Netanyahu annunciò che le elezioni si sarebbero tenute a fine gennaio del 2013, offrendo così allo Yesh Atid la prima occasione di competere dopo la sua fondazione. Le elezioni israeliane del 2013 hanno rappresentato un indiscutibile successo per il partito di Lapid, che ha conquistato 19 seggi alla Knesset, divenendo così il secondo partito per rappresentanza parlamentare e guadagnandosi un ruolo centrale nelle trattative per la formazione del nuovo governo israeliano, dopo che i risultati elettorali hanno segnato un pareggio (60 seggi per ciascun blocco) tra i partiti di destra e confessionali ebrei e quelli di centrosinistra e arabi.
Alla fine di una lunga trattativa, che ha costretto il presidente israeliano Shimon Peres a concedere una proroga, lo Yesh Atid entra a far parte della maggioranza che sostiene il nuovo governo presieduto da Benjamin Netanyahu, che entra in carica il 18 marzo 2013. Lo stesso Lapid entra a far parte della compagine governativa come ministro delle Finanze, dimettendosi un anno e mezzo più tardi, nel dicembre 2014.
Nel maggio 2021 raggiunge un accordo con gli altri partiti di opposizione a Benjamin Netanyahu per la formazione di un governo di coalizione molto eterogeneo. Secondo lo stesso accordo, dopo due anni dal voto di fiducia Yair Lapid sarebbe subentrato a Naftali Bennett alla carica di primo ministro, cosa che tuttavia, per via della crisi di governo innescatasi nel maggio-giugno 2022, è stata anticipata al 1º luglio 2022 nel quadro di precedenti accordi governativi che prevedevano tale obbligo in caso di crisi parlamentari, sebbene il governo fosse diventato, ormai, di fatto dimissionario per via della recente approvazione di scioglimento della Knesset, il parlamento israeliano.
In conseguenza a ciò, Lapid avrebbe guidato un governo di transizione fino alle prossime elezioni del 1º novembre 2022.